# Ovide Charlebois
Pour les articles homonymes, voir Charlebois.
Ovide Charlebois (17 février 1862 - 20 novembre 1933) est un évêque et un missionnaire catholique canadien. En 2019, il a été déclaré vénérable par le pape François.

## Biographie
Né à Oka, dans la province de Québec, il a grandi dans la région de Saint-Jérôme dans les terres colonisées par le curé Labelle. Sa famille était pauvre mais il quand-même pu être instruit au collège de l'Assomption.
Il décide de devenir oblat de Marie-Immaculée et reçoit le sacrement de l'ordre en l'an 1887. Il souhaite œuvrer dans le grand nord canadien, dans la région qui avait été explorée par Mgr Vital Grandin
Son évêque l'envoie d'abord à Lac Pélican, plusieurs kilomètres au nord de Prince-Albert. Il couvre de nombreuses paroisses dans les coins isolés des Prairies canadiennes dans un territoire de 200 000 kilomètres carrés.
En 1899, la mission de Cumberland est inondée et le père Charlebois doit prémunir contre les irruptions de la Rivière Churchill. En 1900, il parcourt 2 500 km en tant que supérieur du district de la Saskatchewan.
Il est nommé directeur de l'école indienne de Duck Lake en 1903. Il enseigna l'agriculture et créa le journal Le Patriote de l'Ouest pour les métis de l'ouest du pays. Il est ordonné le 30 novembre 1910 à L'Assomption, par Mgr Adélard Langevin, O.M.I., archevêque de Saint-Boniface. . Il est récompensé pour ses efforts en 1910 en étant nommé au vicariat apostolique du Keewatin lorsque celui-ci est érigé canoniquement. Il est ordonné évêque titulaire de Berenice (de) le 30 novembre 1910 par Louis-Philippe-Adélard Langevin avec comme co-consécrateurs Joseph-Alfred Archambeault et Alexis-Xyste Bernard.
Il assista au congrès eucharistique de Montréal avant de commencer ses longues visites pastorales à Beauval, Lac Vert et Meadow Lake, Île-à-la-Crosse, La Loche, La Ronge, Pakitawagan, Nelson House, Cross Lake, Norway House et Le Pas. À partir de 1920, il peut librement voyager en avion.
Il fonda plusieurs autres terres de mission à la fin de sa vie et mourut à Montréal le 20 novembre 1933 à l'âge de 71 ans.

## Proposé à la béatification

Monseigneur Ovide Charlebois, O.M.I. 1862-1933

On ouvrit un dossier pour sa béatification le 16 septembre 1979.  En 1978, l’Archidiocèse de Keewatin-Le Pas, au Canada, dont le premier évêque a été Mgr Ovide Charlebois, plaide en faveur de sa canonisation; cette cause fut introduite officiellement à Rome, en 1986. En novembre 2019, il a été déclaré vénérable par le pape François.

## Hommages
Une rue de L'Assomption porte son nom.
L'école primaire de Sainte-Marguerite du lac Masson dans les Laurentides porte son nom.

## Succession apostolique
Ovide Charlebois a ordonné les évêques suivants :
- Évêque Martin Joseph-Honoré LaJeunesse (de), O.M.I. (1933)